# 117406 Blasgamez
117406 Blasgamez este o planetă minoră (asteroid), cu un diametru de 7,333 km, din centura de asteroizi. A fost descoperită pe 7 ianuarie 2005 la Observatorio Astronomico Pla D'Arguines⁠(d) de Rafael Ferrando⁠(d). 
Obiectul prezintă o orbită caracterizată de o semiaxă mare de 3,13778460227 UAi, o excentricitate de 0,077934157841265, o înclinație de 13,41307501675 ° în raport cu ecliptica.